# Willis, Texas
Willis är en ort i Montgomery County i delstaten Texas, USA.